# United States Hockey League (1945–1951)
Die United States Hockey League (USHL) war eine nordamerikanische Eishockey Minor League, welche 1945 gegründet und 1951 aufgelöst wurde. Die Liga war der Nachfolgewettbewerb der 1942 aufgelösten American Hockey Association. Von 1961 bis 1979 existierte eine gleichnamige Amateurliga, die anschließend in die wichtigste US-amerikanische Juniorenliga umgewandelt wurde.

## Geschichte
Die United States Hockey League wurde 1945 von mehreren Mannschaften der drei Jahre zuvor aufgelösten American Hockey Association gegründet. Aufgrund des Kriegseintritts der Vereinigten Staaten im Zweiten Weltkrieg hatte man die Arenen der Mannschaften anderweitig benötigt. In der USHL spielten in der Saison 1945/46 mit den Mannschaften aus Dallas, Fort Worth, Kansas City, Minneapolis, Omaha, St. Paul und Tulsa sieben der acht Mannschaften, die in der letzten AHA-Spielzeit angetreten waren. Einzig die St. Louis Flyers hatten sich 1944 der American Hockey League angeschlossen. Nach sechs erfolgreichen Jahren wurde der Spielbetrieb der USHL 1951 eingestellt und alle Mannschaften der Liga wurden aufgelöst, obwohl diese teilweise eine jahrzehntelange Tradition besaßen.

## Teams
| - Dallas Texans (1945–1949) - Denver Falcons (1950–1951) - Fort Worth Rangers (1945–1949) - Houston Huskies (1947–1949) - Houston Skippers (1946–1947) - Kansas City Mohawks (1949–1951) - Kansas City Pla-Mors (1945–1949; wurden Kansas City Mohawks) | - Louisville Blades (1949–1950) - Milwaukee Sea Gulls (1950–1951) - Minneapolis Millers (1945–1950) - Omaha Knights (1945–1951) - St. Paul Saints (1945–1951) - Tulsa Oilers (1945–1951) |

## Meister
| - 1945/46: Kansas City Pla-Mors - 1946/47: Kansas City Pla-Mors - 1947/48: Houston Huskies | - 1948/49: St. Paul Saints - 1949/50: Minneapolis Millers - 1950/51: Omaha Knights |